# Thea Beckman
Thea Beckman (născută: Petie) (n. 23 iulie 1923, Rotterdam, Țările de Jos – d. 5 mai 2004, Bunnik, Utrecht, Țările de Jos) a fost o scriitoare neerlandeză autoare  de cărți pentru copii.

## Biografie
A studiat la Universitatea din Utrecht, psihologie socială.
În 1945 se căsătorește cu Dirk Hendrik Beckmann. Din căsătoria lor rezultă trei copii: doi fii (Rien și Jerry) și o fiică (Marianne). Soțul ei a decedat în anul 1993.
Și-a început activitatea literară scriind povestiri în reviste dedicate copiilor și editoriale în ziare în anul 1947 .
Din anul 1956 locuiește în localitatea Bunnik, lângă Utrecht.   
În anul 1973 apare romanul căruia îi datorează celebritatea, Cruciada în blugi. 
A murit în anul 2004 la reședința sa din Bunnik.

## Premiul Thea Beckman
După moartea sa, Historisch Nieuwsblad (ziar de istorie) a redenumit Premiul Bontekoe (premiu pentru cea mai bună carte istorică pentru tineret, înființat în 2003) în Premiul Thea Beckman.

## Opera
- Met Korilu de Griemel rond (1970)
- Heremetijd... Wat een lastpost! (1973)
- Kruistocht in spijkerbroek (Cruciada în blugi) (1973)
- Mijn vader woont in Brazilië (1974)
- Trilogia Geef me de ruimte! (1976), Triomf van de verschroeide aarde (1977) și Het rad van fortuin (1978)
- Stad in de storm (1979)
- Wij zijn wegwerpkinderen (1980)
- De gouden dolk (1982)
- Hasse Simonsdochter (1983)
- Wonderkinderen (1984)
- Trilogia Kinderen van Moeder Aarde (1985), Het helse paradijs (1987) și Het Gulden Vlies van Thule (1989)
- De val van de Vredeborch (1988)
- Een bos vol spoken (1988)
- Het geheim van Rotterdam (1990)
- Het wonder van Frieswijck (1991)
- De stomme van Kampen (1992)
- De doge-ring van Venetië (1994)
- Saartje Tadema (1996)
- Vrijgevochten (1998)
- Gekaapt! (2003)